# Eichen (Westerwald)
Eichen település Németországban, Rajna-vidék-Pfalz tartományban. Lakosainak száma 565 fő (2023. december 31.).

## Népesség
A település népességének változása:
| Lakosok száma | 448  | 570  | 530  | 551  | 540  | 544  | 565  |
|               | 1975 | 2014 | 2017 | 2019 | 2021 | 2022 | 2023 |